# 高躬
高躬（?—?），又作高联，陈留郡圉县（今河南省杞县圉镇）人，东汉官员。
高躬在漢獻帝初平年间任蜀郡（今四川省成都市）太守，依附益州刺史刘焉。初平五年（194年），蜀郡太守高躬修本郡的周公礼殿，高躬的父亲高赐，曾任东汉司隶校尉。高躬娶袁绍的姐妹为妻，生子高幹。高幹作为袁绍的外甥，后为并州刺史。